# Пиримидиновые основания
Пиримидиновые основания — производные пиримидина, входящие в состав нуклеиновых кислот: урацил, тимин, цитозин. Различаются характером и положением заместителей в пиримидиновом ядре. Представляют собой бесцветные, кристаллические вещества, с температурой плавления выше 300 °C, растворимые в воде, не растворимые в спиртах и полярных растворителях. Пиримидиновые основания получают путём кислотного гидролиза нуклеиновых кислот.

## Биохимическая роль
Пиримидиновые основания широко распространены в животных, растительных тканях и в микроорганизмах. Биологически наиболее важными пиримидиновыми основаниями являются урацил, цитозин, тимин, входящие в состав нуклеиновых кислот, нуклеозидов, нуклеотидов.